# لبدوف (دهانه)

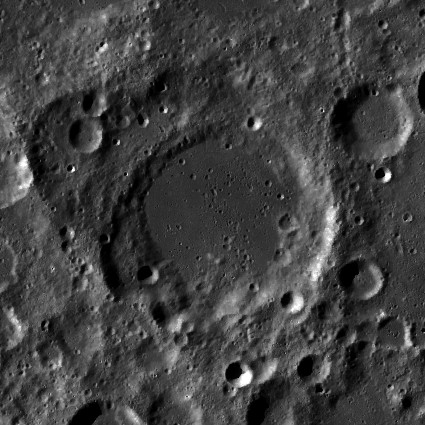
LROC. لبدف با سطح تاریک در بخش شرقی دوردست Mare Australe قرار دارد.

لبدوف یک دهانه برخوردی در ماه‌ است.

## دهانه‌های اقماری
این دهانه ۴ دهانه اقماری دارد.
| Lebedev | عرض جغرافیایی | طول جغرافیایی | قطر          |
| ------- | ------------- | ------------- | ------------ |
| K       | ۴۹.۷° S       | ۱۰۸.۹° E      | ۲۲.۰ کیلومتر |
| C       | ۴۵.۰° S       | ۱۱۱.۰° E      | ۳۴.۰ کیلومتر |
| D       | ۴۴.۶° S       | ۱۱۲.۵° E      | ۳۴.۰ کیلومتر |
| F       | ۴۷.۵° S       | ۱۱۰.۸° E      | ۱۸.۰ کیلومتر |